# Erk Sens-Gorius
Erk Sens-Gorius, född den 25 januari 1946 i Hannover, Tyskland, är en västtysk fäktare som tog OS-guld i herrarnas lagtävling i florett i samband med de olympiska fäktningstävlingarna 1976 i Montréal.